# Da Tweekaz
Da Tweekaz – norweski duet tworzący muzykę hardstyle. Znany jest ze stylu prezentującego emocjonalną i zabawną formę muzyki – w 2015 i 2016 roku zremiksowali hymn Defqon.1, używając gumowych kaczek.

## Historia
Kenth Kvien i Marcus Nordli, zanim weszli na scenę hardstyle, robili inne rodzaje ciężkiej muzyki tanecznej inspirowanej 8-bitową muzyką. W 2008 roku w wytwórni DJ Red United Records wydali utwór „The Past” i „Da Bomba”. W 2010 podpisali kontakt z Dirty Workz, w której wydają swoje utwory. W 2012 na stałe przenieśli się z Norwegii do Belgii, ze względu na występujące tam wszystkie festiwale i wydarzenia. Od 2017 roku produkują także happy hardcore pod pseudonimem Tweekacore.

## Dyskografia

### Single
- Da Tweekaz – „Komon”
- Da Tweekaz – „The Hanging Tree”
- Da Tweekaz – „Moana How Far I'll Go”
- Da Tweekaz – „Frozen”
- Da Tweekaz & In-Phase – „Bad Habit”
- Da Tweekaz – „Wodka”
- Da Tweekaz ft. Oscar – „Break the Spell”
- Da Tweekaz & Darren Styles – „Heroes”
- Da Tweekaz – „Jägermeister”
- Da Tweekaz – „Scatman”